# Sabina Maria Cuneo
Sabina Maria Cuneo (Roma, 2 febbraio 1956 – Roma, 9 settembre 2016) è stata una fotografa ed etnografa italiana.

## Biografia
Nata a Roma, ad appena venti giorni si trasferisce a Londra con la madre per raggiungere il padre, diplomatico accreditato presso l’ambasciata d’Italia. Sarà solo il primo dei numerosi trasferimenti di Sabina al seguito della famiglia che, alla fine del 1958, andrà a risiedere a Damasco, poi a Santiago del Cile dal 1960 al 1962. Nel novembre del 1962, sempre con la famiglia, si trasferisce a Lisbona per risiedervi fino al 1966. Qui Sabina comincia i suoi studi presso il liceo francese Charles Le Pierré, che la introdurrà alla cultura del Paese d'oltralpe; cultura che svolgerà un ruolo centrale nella sua formazione. Quando il padre rientrerà a Roma presso la sede del Ministero degli Esteri, Sabina frequenterà, dal 1966 al 1968, lo Chateaubriand, prestigioso liceo francese della città. Trasferitasi successivamente ad Atene, nel 1968, prosegue i suoi studi al liceo francese, manifestando, nel frattempo, uno spiccato interesse per la pittura. Diventerà allieva di Aristotelis Vassilikiotis, noto pittore paesaggista ellenico, che aveva studiato all'École des beaux-arts di Parigi. Quando la famiglia di Sabina ha necessità di trasferirsi a New York, Vassilikiotis raccomanda di farle proseguire gli studi di pittura, ritenendo la giovane molto dotata. Giunta a New York, Sabina frequenterà una a scuola di iperrealismo che abbandonerà poco tempo dopo. Nel 1971 la famiglia torna a Roma. Sabina conseguirà il diploma di licenza superiore presso il liceo Chateaubriand. S'iscriverà poi alla Facoltà di Lettere dell’Università degli Studi di Roma “La Sapienza", orientandosi verso gli studi di Storia dell'arte. La tesi di laurea, che aveva come argomento i cimiteri monumentali della fine dell'Ottocento, comprendente una raccolta organica di fotografie realizzate da Sabina nei cimiteri di Genova, Milano, Torino, Roma, ecc., non verrà mai discussa.
Frequenta nello stesso periodo l’Istituto Centrale del Restauro (ISCR) di Roma, diretto in quegli anni dal prof. Giovanni Urbani, illustre studioso e innovativo critico d’arte. Anche in questo caso Sabina segue i corsi con grande profitto. Anche in questo caso interromperà gli studi e non sosterrà l'ultimo esame.
La fotografia a cui Sabina si era avvicinata per la prima volta in modo sistematico per il suo lavoro di ricerca sulla monumentalità funebre italiana, prende a interessarla sempre più. Comincia a usare la macchina fotografica come mezzo espressivo all'inizio degli anni Ottanta, influenzata dall'informale. Le sue foto astratte vengono esposte in tre piccole esibizioni a Roma, presso la galleria "La mente e l'immagine", nel 1993, nel 1994 e nel 1995 e in una mostra presso la Fotogalerie Wien, nel 1995. Alla fotografia etnografica, e all'antropologia, Sabina si accosta a partire dal 1994, sull'onda delle suggestioni che promanano dagli studi e dalle fotografie di Lello Mazzacane, di Mario Cresci, di Mimmo Jodice, di Marialba Russo, di Marina Malabotti e di Francesco Faeta; con quest'ultimo, che la pone in relazione con gli ambienti antropologici che si muovono attorno a Luigi Maria Lombardi Satriani, ha frequenti contatti e scambi. Il teatro della sua ricerca sarà il Mezzogiorno d'Italia; il tema elettivo quello delle feste religiose, che Sabina illustra in tutte le loro tipologie, con un lavoro minuzioso e capillare condotto sia in bianco e nero che a colori. Prima con macchine fotografiche analogiche e poi digitali. Un lavoro di ricerca incessante che la porterà a peregrinare in innumerevoli città e borghi del centro e, soprattutto, del sud Italia, con un'attenzione particolare alla Lucania. Ben descrive il suo atteggiamento intellettuale di fronte alla realtà delle feste popolari meridionali, un brano di Thomas Mann, tratto dal Prologo a Giuseppe e i suoi fratelli (Le storie di Giacobbe) che Sabina pone in postfazione di un suo catalogo di immagini: 
"il passato è, è sempre, anche se l'espressione del popolo suona: fu. Così parla il mito che è soltanto la veste solenne del mistero, ma la veste solenne del mistero è la festa che ritorna a date fisse, supera le temporali distanze e agli occhi del popolo rende presenti il passato e il futuro". 
Nei tardi anni Novanta, anche per via dell'imminente scadenza giubilare dell'anno 2000, Sabina porta la sua attenzione sulla città di Roma, con la produzione di immagini a colori che daranno vita a una mostra, curata da Ludovico Pratesi, al Palazzo delle Esposizioni, nel 2000. Portfolio relativi a diciassette feste religiose del Sud sono custoditi presso il Museo Nazionale delle Arti e Tradizioni Popolari, in Roma, mentre l'intero, vastissimo, corpus delle sue fotografie (unitamente a quelle di Carmine Puzo, suo marito, che fotografava molte volte con lei, facendogli sovente da assistente), assieme alla sua cospicua biblioteca di fotografia e di antropologia, ai suoi taccuini di ricerca, a una collezione di oggetti etnografici europei ed extraeuropei, è confluito per donazione degli eredi, presso il Museo delle Civiltà, ancora in Roma, dove è in fase di riordino e di studio.

## Mostre
- Galleria "La mente e l'Immagine", Roma, 1993
- Galleria "La mente e l'Immagine", Roma, 1994
- Galleria "La mente e l'Immagine", Roma, 1995
- Wiener Fotogalerie, Vienna, 1995[6]
- Palazzo delle Esposizioni, Roma, Roma 1999, con testi critici di Ludovico Pratesi ed Ennery Taramelli[4]
- Palazzo della Provincia, Bari, 2000, Feste sacre lucane
- Museo Provinciale, Potenza, 2000, Feste sacre lucane
- Abbazia di S. Michele a Monticchio, Potenza, 2001

## Opere
- Si dice Prologo, Ouverture, Preludio, Incipit, testi di Ennery Taramelli, Roma, Edizioni Carte Segrete, 1993, ISBN 8885203922.
- G. Catania (a cura di), Dialettiche, collana Le Schede, Roma, 1994.
- G. Catania (a cura di), A Quattro mani e in Due tempi, collana Le Schede, Roma, 1995.
- Bilder, n. 116, Vienna, Wiener Fotogalerie, 1995.
- Roma 1999, con testi critici di Ludovico Pratesi ed Ennery Taramelli, Roma, Tipar, 2000.
- Lo sguardo liberato. Il nuovo volto della città del 2000, Roma, Ufficio Comunicazione Comune di Roma, 2000.
- Feste sacre lucane. Mito Natura Religiosità in Provincia di Potenza, Potenza, Provincia di Potenza, 2000.
- Atti pubblicati in  F.Mirizzi (a cura di), Da vicino e da lontano. Fotografi e fotografie in Lucania, collana Imagines, Milano, Franco Angeli, 2010, ISBN 8856816261.

## Convegni
- Convegno Nazionale di Studi «Da vicino e da lontano. Fotografi e fotografia nella Lucania del secolo XX»[7]